# Паразити (фільм)
«Паразити» (кор. 기생충; Gi-saeng-chung) – південнокорейська драма 2019 року режисера Пон Чжун Хо. Світова прем'єра відбулася 21 травня 2019 року на 72-му Каннському міжнародному кінофестивалі, де вона брала участь в основній конкурсній програмі та отримала Золоту пальмову гілку. Лауреат премій Оскар-2020 у номінаціях Найкращий фільм, Найкраща режисерська робота, Найкращий оригінальний сценарій, Найкращий іноземномовний художній фільм. В українському кінопрокаті кінострічку демонстрували під назвою «Паразити», тоді як в оригіналі «Паразит» в однині.
На 1 березня 2024 року фільм займав 34-ту позицію у списку 250 найкращих фільмів за версією IMDb.

## Сюжет
Сім'я Кім, що складається з батька Кім Гі Тхека, матері Чон Сук, сина Кі Ву та доньки Кі Джон, живе в пошарпаному напівпідвальному приміщенні в Сеулі, намагаючись звести кінці з кінцями за допомогою тимчасових заробітків.
Одного дня Кі Ву отримує несподівану пропозицію від свого друга Міна, який працює репетитором англійської мови в дуже заможній родині Паків. Мін отримав пропозицію вчитися за кордоном і пропонує Кі Ву тимчасово зайняти його місце. Спочатку Кі Ву вагається, оскільки не певен у своїх силах після провалених вже вчетверте вступних іспитів до університету. Та все ж Міну вдається вмовити друга. Дуже пристойна платня за легку роботу переконує Кі Ву спробувати видати себе за успішного студента, що підробляє репетиторством. За допомогою своєї сестри Кі Джон він робить фальшиві документи про освіту та успішно проходить співбесіду.
Своїм першим заняттям у надзвичайно розкішному та просторому будинку родини Пак йому вдається справити добре враження. Пані Пак виявилась дуже наївною господинею, котра не уявляє, що інші люди можуть жити інакше. Кі Ву до того ж подобається своїй учениці Пак Да Ге. Тож йому вдається успішно влаштуватися на роботу. Під час розмови з господинею Кі Ву помічає на стіні картину молодшого сина Пака – Да Сона, і йому на думку спадає ідея. Під приводом того, що мистецький потенціал сина слід плекати, він пропонує пані Пак найняти вчителькою малювання свою подругу, на ім'я Джесіка, яка, за його словами, навчалася в художній школі у США. Пані Пак із задоволенням погоджується на співбесіду з учителькою малювання, яка ще за сумісництвом виявилася дитячим психотерапевтом. Але насправді Джессіка — ніхто інша як безробітна сестра Кі Ву – Кі Джон.
Несподівано легко отримавши роботу, Кі Джон розуміє, що простуватою господинею легко маніпулювати. Підставивши водія пана Пака, видавши його за збоченця, братові й сестрі вдається його звільнити, а натомість запропонувати Кіма Гі Тхека. Останньою в маєток працевлаштовується дружина Кіма – Чон Сук. Її наймають на роботу економкою, після того, як хитрощами вдається звільнити нинішню, переконавши пані Пак, нібито алергія на персики, на яку страждає економка, насправді є відкритим туберкульозом.
Їм здається, що всі проблеми вирішено, та на них чекає безтурботне майбутнє. Гі Тхек з родиною влаштовує святкування в будинку Паків, поки ті у від'їзді. Та вночі приходить колишня економка Мун Гван та просить впустити її до будинку, бо вона нібито забула свої особисті речі. Насправді вона розшукує свого чоловіка Гіен Сі, який переховується від кредиторів, живучи в підвалі потай від хазяїв. Побачивши разом усю родину, вона розуміє, що ті шахраї. Родина Гі Тхека під час бійки замикає Мун Гван з її чоловіком у підвалі. Несподівано пані Пак повідомляє Чонові Суку, що повернеться додому раніше через зливу. Поспіхом поприбиравши та зготувавши вечерю з напівфабрикатів, непрохані гості ховаються по кімнатах.
Гіен Сі передає блиманням лампочки повідомлення панові Паку. Це помічає Гі Тхек, зв'язує його і потай тікає з будинку разом з сином і донькою. Повернувшись, він виявляє, що їхнє житло затопило через зливу і все майно знищено. Їм доводиться знайти прихисток у спортзалі, де організовано притулок для постраждалих від повені.
Наступного дня пані Пак планує влаштувати вечірку з нагоди дня народження свого сина. Вона запрошує всю сім'ю Гі Тхека на святкування. Вирішивши вбити свідків їх шахрайства, Кі Ву пробирається до підвалу, де виявляє, що Мун Гван вже померла. Гіен Сі вдається втекти з підвалу та вдарити Кі Ву каменем по голові, від чого той непритомніє. Він бере ніж та шукає решту родини Гі Тхека, аби вбити. В безладній бійці Гіен Сі ранить гостей і завдає смертельної рани Кі Джон. Син Паків Да Сон непритомніє, побачивши Гіен Сі, якого бачив у ранньому дитинстві та вважав привидом. Гі Тхек бачить, з якою відразою господар будинку відсахується від Гіен Сі, пропахлого смородом підвалу, і з класової ненависті вбиває багатія Пака.
Суд покладає вину на Гіен Сі, який загинув у ході різанини, та Гі Тхека, що безслідно зник. Через якийсь час будинок Паків купує інша родина. Відтоді Кі Ву раз за разом спостерігає здалеку за будинком, який ті покинули. Будинок стає його недосяжною мрією. Якось Кі Ву бачить блимання лампочки та розуміє, що батько переховується в підвалі, ставши новим «привидом».
Гі Тхек пише синові листа, де розповідає про своє життя, котре вважає не таким вже й поганим. Цей лист він передає блиманням лампочки азбукою Морзе з надією, що колись він буде прочитаний. Кі Ву подумки обіцяє батькові, що колись заробить багато грошей і купить той будинок.

## У ролях

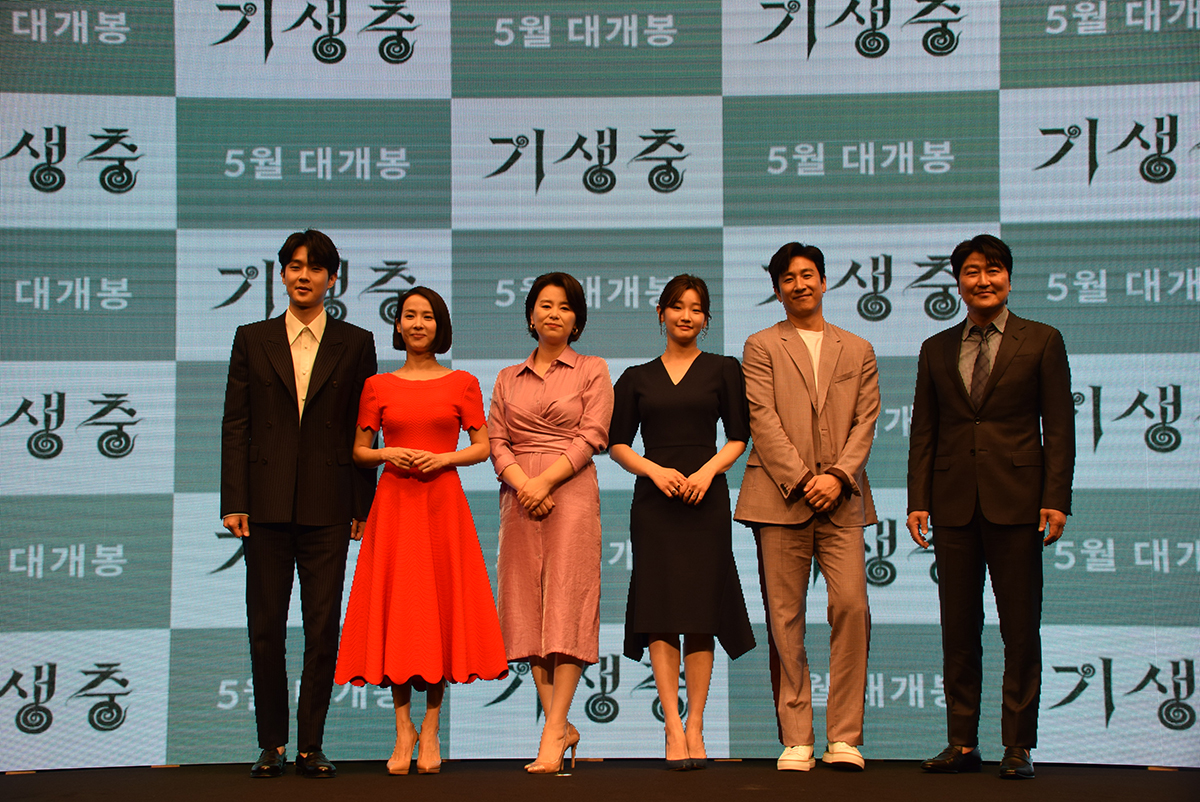
Актори виконавці головних ролей (зліва направо): Чхве У Сік, Чо Йо Чон, Лі Чон Ин, Пак Со Дам, Лі Сон Гюн та Сон Кан Хо

- Сон Кан Хо – у ролі Кім Гі Тхека. Безробітний голова родини.
- Лі Сон Гюн – у ролі Пак Дон Іка. Власник маєтку, голова IT-компанії.
- Чо Йо Чон – у ролі пані Пак. Простувата та наївна дружина Дон Іка.
- Чхве У Сік – у ролі Кі Ву. Син Гі Тхека який влаштовується репетитором.
- Пак Со Дам – у ролі Кі Джон. Донька Гі Тхека яка влаштовується вчителькою малювання.
- Чан Хє Чжін[ko] – у ролі дружини Гі Тхека, яка стає економкою в маєтку.
- Лі Чон Ин – у ролі Мун Гван. Колишня економка родини Пак.
- Пак Мьон Хун[ko] – у ролі Гин Се, чоловіка Мун Ґван.
- Чон Чі Со – у ролі Пак Да Хє. Старша донька Дон Іка.
- Пак Со Джун – у ролі Міна. Колишній репетитор Да Хє, друг Кі Ву.

## Знімальна група
- Автор сценарію — Пон Чжун Хо
- Режисер-постановник — Пон Чжун Хо
- Продюсер —Пон Чжун Хо, Чан Йон Хван, Квак Щин Е
- Виконавчий продюсер — М'єн Чан Пак, Мікі Лі
- Оператор — Хон Кьон Пхьо
- Композитор — Чон Дже Іль
- Монтаж — Ян Джин Мо
- Художник-постановник — Лі Ха Джун
- Художник-костюмер — Чхве Се Йон

## Нагороди та номінації
- Це неповний список нагород та номінацій, докладніше: Список нагород та номінацій фільму Паразити[en].

| Список нагород та номінацій | Список нагород та номінацій            | Список нагород та номінацій | Список нагород та номінацій                  | Список нагород та номінацій | Список нагород та номінацій |
| Рік                         | Кінофестиваль/Кінопремія               | Нагорода                    | Категорія                                    | Результат                   | Дж                          |
| --------------------------- | -------------------------------------- | --------------------------- | -------------------------------------------- | --------------------------- | --------------------------- |
| 2019                        | 72-й Каннський кінофестиваль           | Золота пальмова гілка       | найкращий фільм                              | Перемога                    | [ 4 ]                       |
| 2019                        | Кінофестиваль Ічеон Чунса (춘사영화제) |                             | найкращий режисер (Пон Джун Хо)              | Перемога                    |                             |
| 2019                        | Кінофестиваль Ічеон Чунса (춘사영화제) |                             | найкращий актор першого плану (Сон Кан Хо)   | Номінація                   |                             |
| 2019                        | Кінофестиваль Ічеон Чунса (춘사영화제) |                             | найкращий актор першого плану (Чхве У Сік)   | Номінація                   |                             |
| 2019                        | Кінофестиваль Ічеон Чунса (춘사영화제) |                             | найкраща акторка першого плану (Чан Хе Ждин) | Перемога                    |                             |
| 2019                        | Кінофестиваль Ічеон Чунса (춘사영화제) |                             | найкраща акторка другого плану (Лі Йон Джин) | Перемога                    |                             |
| 2019                        | Кінофестиваль Ічеон Чунса (춘사영화제) |                             | найкращий актор другого плану (Пак Г'єн Хун) | Номінація                   |                             |
| 2019                        | Кінофестиваль Ічеон Чунса (춘사영화제) |                             | найкращий сценарій (Пон Джун Хо)             | Перемога                    |                             |
| 2019                        | Міжнародне товариство синефілів        |                             | найкращий режисер (Пон Джун Хо)              | Перемога                    |                             |
| 2019                        | Мюнхенський кінофестиваль              |                             | найкращий міжнародний фільм (Паразити)       | Номінація                   |                             |
| 2019                        | Сіднейській кінофестиваль              |                             | найкращий міжнародний фільм (Паразити)       | Перемога                    |                             |
| 2019                        | 40-а Кінопремія Блакитний дракон       |                             | Кращий фільм «Паразити»                      | Перемога                    | [ 6 ]                       |
| 2019                        | 40-а Кінопремія Блакитний дракон       |                             | Кращий режисер Пон Чжун Хо                   | Перемога                    | [ 6 ]                       |
| 2019                        | 40-а Кінопремія Блакитний дракон       |                             | Краща акторка Чо Йо Чон                      | Перемога                    | [ 6 ]                       |
| 2019                        | 40-а Кінопремія Блакитний дракон       |                             | Краща акторка другого плану Лі Чон Ин        | Перемога                    | [ 6 ]                       |
| 2019                        | 40-а Кінопремія Блакитний дракон       |                             | Кращий художник-постановник Лі Ха Чжун       | Перемога                    | [ 6 ]                       |

## Оцінки й відгуки
На агрегаторі «Rotten Tomatoes» фільм зібрав 98 % позитивних рецензій критиків із середньою оцінкою 9,8/10 та консенсусом: «Актуальний, прекрасно влаштований погляд на сучасні соціальні теми, „Паразити“ виявляє сценариста-режисера Пона Чжун Хо як майже повелителя свого ремесла». На «Metacritic» фільм зібрав середню оцінку 98/100, що свідчить про «загальне схвалення».
Кларисса Лоргрей з «Independent» писала, що «Назва „паразит“ стосується кожного персонажа цього фільму; багаті оббирають бідних, які, своєю чергою, виживають, прилаштовуючись під пузом правлячого класу. В „Паразитах“ капіталізм — це ілюзія, нашарована на інші ілюзії, де всі гнітять одні одних, щоб досягти якоїсь невизначеної мети. Велика частина цієї історії, однак, розповідається не словами, а використанням простору та способом пересування людей. Сім'я Кімів часто поміщається в один кадр, незграбно сідаючи на меблі та фурнітуру, щоб усі вони вмістилися. Вони спільний фронт у цій битві. Тим часом родина Паків завжди сидить в окремих кімнатах або з боків кадру. Не дивно, що вони такі слабкі й ними легко маніпулювати. Але будьте обережні: перемог у „Паразитах“ немає. І ніхто не втече безкарними».
Джон Нагент для «Empire» відгукнувся, що «В тему нерівності вписується двозначність усього. Тут немає негідників. Заможна сім'я Паків огидна, але в підсумку приємна — хоча, як уїдливим тоном зазначає матріарх Кім, „вони гарні, тому що багаті“. Бідна сім'я Кімів — брехуни, покидьки та злочинці, та якщо ви схочете розібратися в цьому, технічно — вони лише пробиваються крізь клас чорноробочих… Якщо тут є лиходій, то це капіталізм та ті структури, що змушують людей до принижень, зневіри та голого егоїзму».
Як писав Девід Едельштейн для «Vulture», «В основі „Паразитів“ — найглибший еволюційний страх з усіх — нездатність захистити свою сім'ю. Батьки працюють, щоб врятувати своїх дітей, але втрачають їх, як діти втрачають батьків, а дружини — чоловіків… Хто справжні паразити? Бідні, які прилаштовуються біля багатих, або багаті, які висмоктують всі соки з бідних? Або сама система є паразитом, — та, що черпає собі енергію з бурхливої взаємодії між багатими та бідними? Як і в ще дивнішому „Ми“ Джордана Піла, центральна метафора в'їдається розум. Ми харчуємось одне одним. Кара для верхів підіймається з низів».